# Gouvernement de Donnea
 (janvier 2017).
Si vous disposez d'ouvrages ou d'articles de référence ou si vous connaissez des sites web de qualité traitant du thème abordé ici, merci de compléter l'article en donnant les références utiles à sa vérifiabilité et en les liant à la section « Notes et références ».
Gouvernement de la Région de Bruxelles-Capitale
Simonet I Ducarme
Le Gouvernement de Donnea est le gouvernement de la Région de Bruxelles-Capitale, en Belgique, dirigé par le libéral François-Xavier de Donnea et formé par une coalition pentapartite, associant la famille socialiste (PS francophone et SP flamand), la famille libérale (PRL-FDF-MCC francophone et VLD flamand), le parti démocrate-chrétien flamand (CVP).
Ce gouvernement a pris le relais du Gouvernement Simonet I le 18 octobre 2000, lors de la démission de ce dernier.
Le Gouvernement Ducarme a succédé à ce gouvernement, à la suite de la démission de François-Xavier de Donnea, le 6 juin 2003. 

## Composition du Gouvernement
| Fonction | Titulaire | Titulaire                         | Titulaire                 | Parti           |
| --- | --------- | --------------------------------- | ------------------------- | --------------- |
| Ministre-Président chargé des Pouvoirs locaux, de l’Aménagement du territoire, des Monuments et sites, de la Rénovation urbaine et de la Recherche scientifique                                                |           | François-Xavier de Donnea en 2009 | François-Xavier de Donnea | PRL             |
| Ministre des Travaux publics, du Transport, de la Lutte contre l’incendie et de l’Aide médicale urgente |           | Jos Chabert en 2006               | Jos Chabert               | CVP (puis CD&V) |
| Ministre de l’Emploi, de l’Économie, de l’Énergie et du Logement |           | Éric Thomas                       | Éric Thomas               | PS              |
| Ministre de l’Environnement et de la Politique de l’eau, de la Rénovation, de la Conservation de la nature et de la Propreté publique le 1er janvier 2002 : perd la Rénovation, acquiert le Commerce extérieur |           | Didier Gosuin                     | Didier Gosuin             | FDF             |
| Ministre des Finances, du Budget, de la Fonction publique et des Relations extérieures |           | Guy Vanhengel en 2016             | Guy Vanhengel             | VLD             |
| Secrétaire d'État à l’Aménagement du territoire, des Monuments et sites et du Transport rémunéré des personnes                                                                                                 |           | Willem Draps                      | Willem Draps              | PRL             |
| Secrétaire d'État au Logement le 1er février 2002 : acquiert l'Énergie |           | Alain Hutchinson en 2015          | Alain Hutchinson          | PS              |
| Secrétaire d'État à la Mobilité, la Fonction publique, la Lutte contre l’incendie et l’Aide médicale urgente                                                                                                   |           | Robert Delathouwer                | Robert Delathouwer        | SP (puis sp.a)  |